# カザフスタンワイン

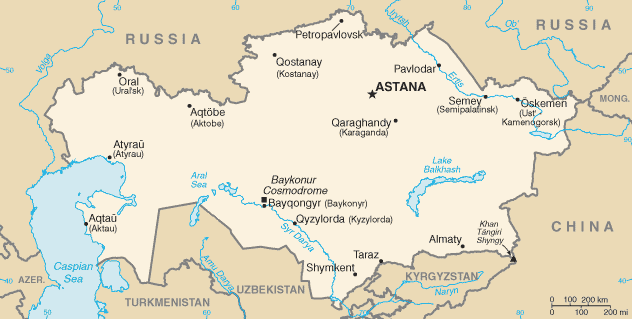
カザフスタンの地図

カザフスタンワインとは、カザフスタンで生産されているワインを指す。

## 概要
カザフスタンのワイン産業の始まりは7世紀、ブドウが隣国のウズベキスタンや中国から持ち込まれた時期に遡る。カザフスタン国内でブドウ栽培に適した土地は国内面積の約4％にもかかわらず、カザフスタンでは国内13,000haの農場から年間620万ガロン（2360万リットル）を超えるワインが生産されている。同国産ワインはミネラルが豊富であることが強調されている。
なお、カザフスタンはワインの消費量の多い国であるが、消費されるワインの80％は輸入品となっている。

## 歴史

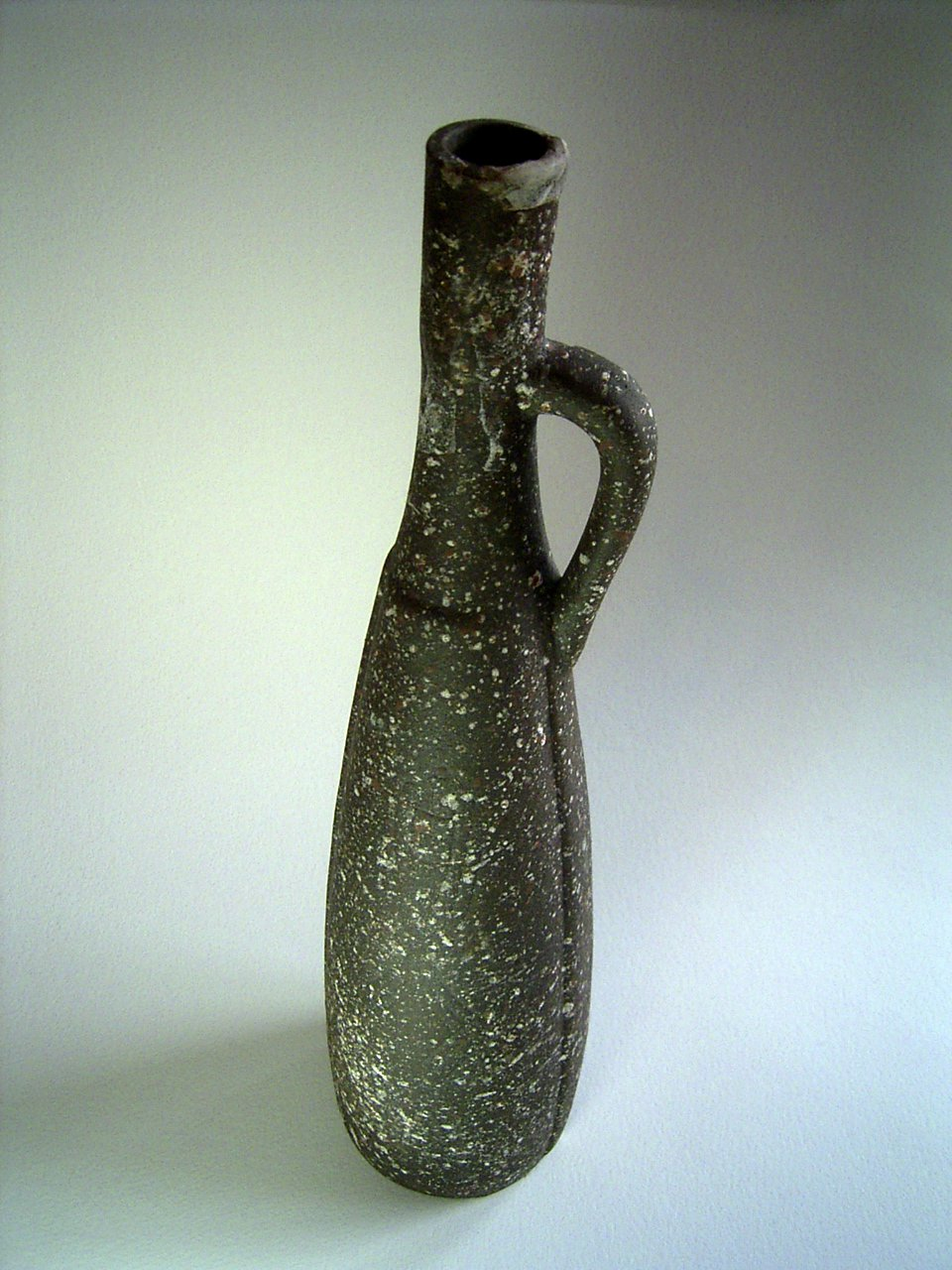
古代のカザフスタンの葡萄酒瓶

カザフスタンで最も古いブドウ栽培の痕跡は紀元7世紀頃のシムケント及び、カザフスタンとキルギスの国境に近いアルマトイ州の天山山脈山麓で見られる。ブドウは中国の新疆ウイグル自治区やウズベキスタンのフェルガナ州、サマルカンド州からの交易によりカザフスタン国内に持ち込まれたと考えられている。カザフスタンの歴史のほぼすべてを通して、商業的なワイン造りは小規模にとどまってきた。20世紀前半には、アルマトイ、シムケント、タラスの国営ワイン農場が最大の製造企業であった。ソ連崩壊後、カザフスタンワインの主要パートナーとなってきたロシアの支援を経て、カザフスタンのワイン産業には再生の機運が見られる。
一般に安価なテーブルワインの製造に重きが置かれているものの、国際連合はカザフスタンの大陸性気候を活かし、価値の高いアイスワインの製造が可能であると考察している。

## 気候と地理
カザフスタンは内陸国であり、典型的な大陸性気候にある。カザフスタンのワイン農場の大部分は中国やウズベキスタン、キルギスとの国境付近にあるカザフスタンの南部地域に位置しており、他にカスピ海沿岸の西部地域に少数のワイン農場が存在している。平均年間降水量はアティラウやアクトベ付近のワイン生産地域の100～150mmから、タラス川付近の700～1000mmまで国内でも大きな違いがある。

## ブドウの品種
現代において、カザフスタンのワイン産業はデザートワインの製造に大きな力を入れている。カザフスタン国内では40以上のブドウ品種が栽培されているが、その製造量の内半分以上がワイン造りというよりも食用ブドウの製造に使用されている。国内で製造量の多いぶどう品種としては、アリゴテ、アレアティコ、カベルネ・フラン、カベルネ・ソーヴィニヨン、ピノ・ノワール、リースリング、ルカツィテリ、サペラヴィ、マスカット・オットネル、バヤン・シラ、クリンスキ、マイスキー・チェルニ、Rubinovy Magaracha等がある。一般に、ブドウはルカツィテリやサペラヴィのような、同じ旧ソビエト連邦の国ジョージア産の品種を用いるが、近年ではソーヴィニョン・ブランのような国際的な品種を栽培することに関心をもつようになっている。しかし、国内消費者は伝統的な甘口の赤ワインを好む傾向にある。

## 品質保証
カザフスタンでは、依然としてワインの品質保証制度は導入されていない。

## 製造地域
カザフスタンワインの約80%はアルマトイの東約40kmの都市イシクにあるイシク・ワイナリーで生産されている。イシク・ワイナリーは1996年にスイスを拠点とするコンサルティング会社に買収されたが、その後国内企業のドスタールにより買い戻されたワイナリーであり、イタリアに拠点を構えるワイナリー、マルカート・ヴィニとオーストラリアのコンサルタント企業の援助を受け再建に向かっている。主な再建策はブドウ醗酵槽の清掃やワインを保護する包装、十字流濾過や窒素合成を含む「新世界」の技術の導入である。これにより、カザフスタン南東部の天山山脈の山々において標高850ｍを超える地域でもワイン生産が可能となった。国内の他のワイナリーとしては、ヴァフシュ・ワイナリーやテュルゲン・ワイナリー等がある。アルマトイ州のザイリースキー地区には210haのワイン農場がある。ソビエト連邦時代はアルマトイ州、ジュンガル・アラタウのサルカンドとアラコル地域にブドウ農園とワイナリーが存在していたが、ソビエト連邦の崩壊により大きな打撃を受けた。